# Ndembu
Los ndembu son un grupo de aproximadamente 50.000 individuos que habla lunda y viven en el noroeste de Zambia. Son nómadas que viajan en búsqueda de tierra fértil y mejores perspectivas de caza, los ndembu rinden culto a sus antepasados y practican la adivinación.
Originariamente, fueron parte del Imperio lunda, hasta el sometimiento británico de la zona, y el posterior establecimiento de una administración y una burocracia ndembu.
- Datos: Q3337463